# O Homem das Mil Caras
Man of a Thousand Faces (bra: O Homem das Mil Caras, ou O Homem das Mil Faces; prt: O Homem das Mil Caras) é uma filmeestadunidense de 1957, do gênero drama biográfico, dirigido por Joseph Pevney, com roteiro baseado na vida do astro Lon Chaney.

## Elenco
- James Cagney...Lon Chaney
- Dorothy Malone...Cleva Creighton Chaney
- Jane Greer...Hazel Bennet Chaney